# Eva dort
Eva dort (titre original en italien : Eva dorme) est un roman italien de Francesca Melandri publié originellement en Italie en avril 2010 et en français le 16 février 2012 aux éditions Gallimard.

## Historique du roman
Eva dort est le premier volume de ce qui constituera, au fil de leur publication, une trilogie informelle – constituée autour de la réflexion, à double sens, sur la patrie et la paternité – appelée par Francesca Melandri la « trilogie des pères » incluant Plus haut que la mer (2012) et Tous, sauf moi (2017).

## Résumé
Quasiment en provenance d'un passé enfoui, Eva reçoit l'appel téléphonique d'un vieil homme qui va mourir et lui demande de la revoir, près de quarante ans depuis la dernière fois, lorsqu'elle était encore enfant. Vito, un carabiniere calabrais, a été durant quelques années au début des années 1970 le compagnon de sa mère, Gerda Huber, une jeune mère-courage célibataire devenue petit à petit chef cuisinière dans une auberge touristique de montagne des vallées du Wipptal – entre Fortezza et Bressanone – à la période du boom économique, qui a dû élever seule sa fille après avoir été rejetée par son amant puis sa famille.
Un long voyage en train de 1 397 km la mènera de l'Heimat de ses montagnes natales du Tyrol du Sud jusqu'à Villa San Giovanni, à l'extrême pointe de la Botte, au travers de l'espace italien et de son histoire, en particulier de la lutte des mouvements autonomistes sud-tyroliens et de son leader Silvius Magnago – qui refusa et condamna toutes les actions violentes des nationalistes sécessionistes ou des terroristes du BAS (dont le frère de Gerda est activiste) afin de trouver, à la tête de la Südtiroler Volkspartei, un compromis historique avec l'État italien grâce à Aldo Moro comme interlocuteur – pour le respect de leur culture, leurs langues et l'autonomie de leur province au sein de l'Italie.

## Accueil critique
Remarqué à sa parution en France comme l'un des livres emblématiques qui « déroul[e] le roman chaotique de l’Italie » en « met[tant] en lumière le poids et la violence de l'Histoire » pour conduire à un « dénouement magnifique », le journal La Libre Belgique considère également que ce « magnifique livre » constitue pour un premier roman « une belle surprise » qui par ailleurs permet au Tyrol du Sud—Alto Adige, terre « orpheline de patrie » (comme l'Eva du roman), de faire connaître la complexité et la spécificité de son histoire au niveau national italien – où le livre reçut un « accueil positif quasi unanime » – mais aussi à l'étranger.
Le roman reçoit le prix des lecteurs au festival Littératures européennes Cognac en 2013.

## Adaptation
En 2016, le roman est librement adapté au cinéma italien par Edoardo Winspeare dans un film homonyme.

## Éditions
- (it) Eva dorme, éd. Mondadori, Milan, 2010,  (ISBN 978-88-04-60005-3)
- (de) Eva schläft, trad. Bruno Genzler, éd. Blessing, Munich, 2011,  (ISBN 978-3-89667-435-7).
- Éditions Gallimard, trad. Danièle Valin, coll. « Du monde entier », 2012,  (ISBN 9782070131358).
- Éditions Gallimard, trad. Danièle Valin, coll. « Folio » no 5676, 2013,  (ISBN 9782070453849).